# Theragra
Theragra is een geslacht van straalvinnige vissen uit de familie van kabeljauwen (Gadidae).

## Soorten
- Theragra chalcogramma (Pallas, 1814) – Alaskakoolvis
- Theragra finnmarchica Koefoed, 1956